# Cypripedium fasciolatum
Cypripedium fasciolatum é uma espécie de orquídea terrestre, família Orchidaceae, que habita a China.